# Maison du Colombier
Pour les articles homonymes, voir Maison (homonymie) et Colombier.
La Maison du Colombier est un hôtel particulier de style médiéval du XVIe siècle avec échauguette, et tour octogonale à toiture en tuile vernissée de Bourgogne, à Beaune en Côte-d'Or (Bourgogne-Franche-Comté). Façade et toiture sont inscrites aux monuments historiques depuis le 17 septembre 1943, et l'échauguette d'angle est inscrite depuis le 29 décembre 1927.

## Historique
Cet hôtel particulier est construit en 1572, à l’intérieur des remparts de l'ancien château-fort de Beaune des XVe siècle et XVIe siècle, à l'époque du duché de Bourgogne du roi Charles IX, dans le centre historique de Beaune, en face de la basilique Notre-Dame (XIIe siècle) et à deux pas des Hospices (XVe siècle) et de l'Hôtel des ducs de Bourgogne & Musée du vin de Bourgogne (XIVe siècle).

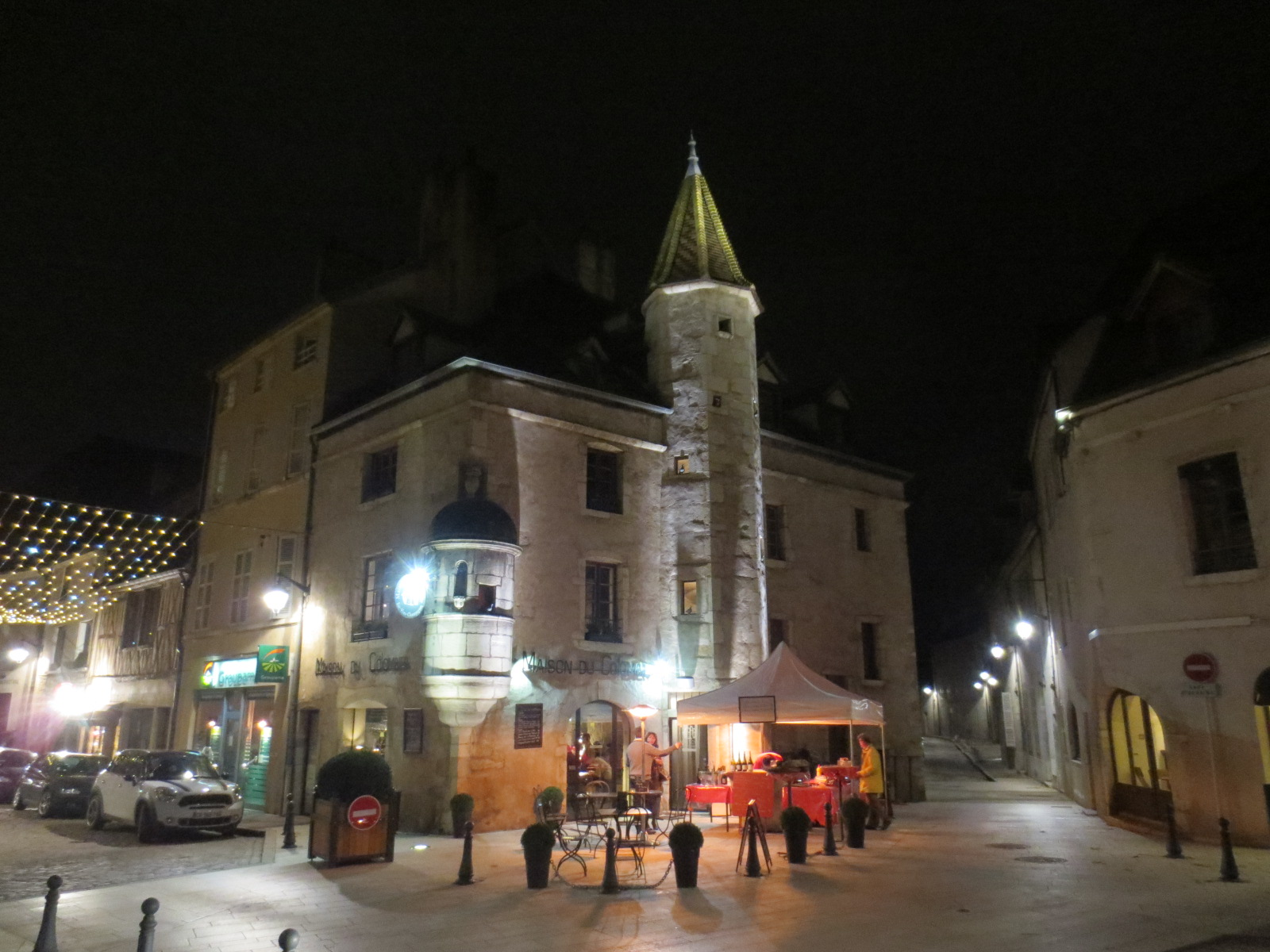
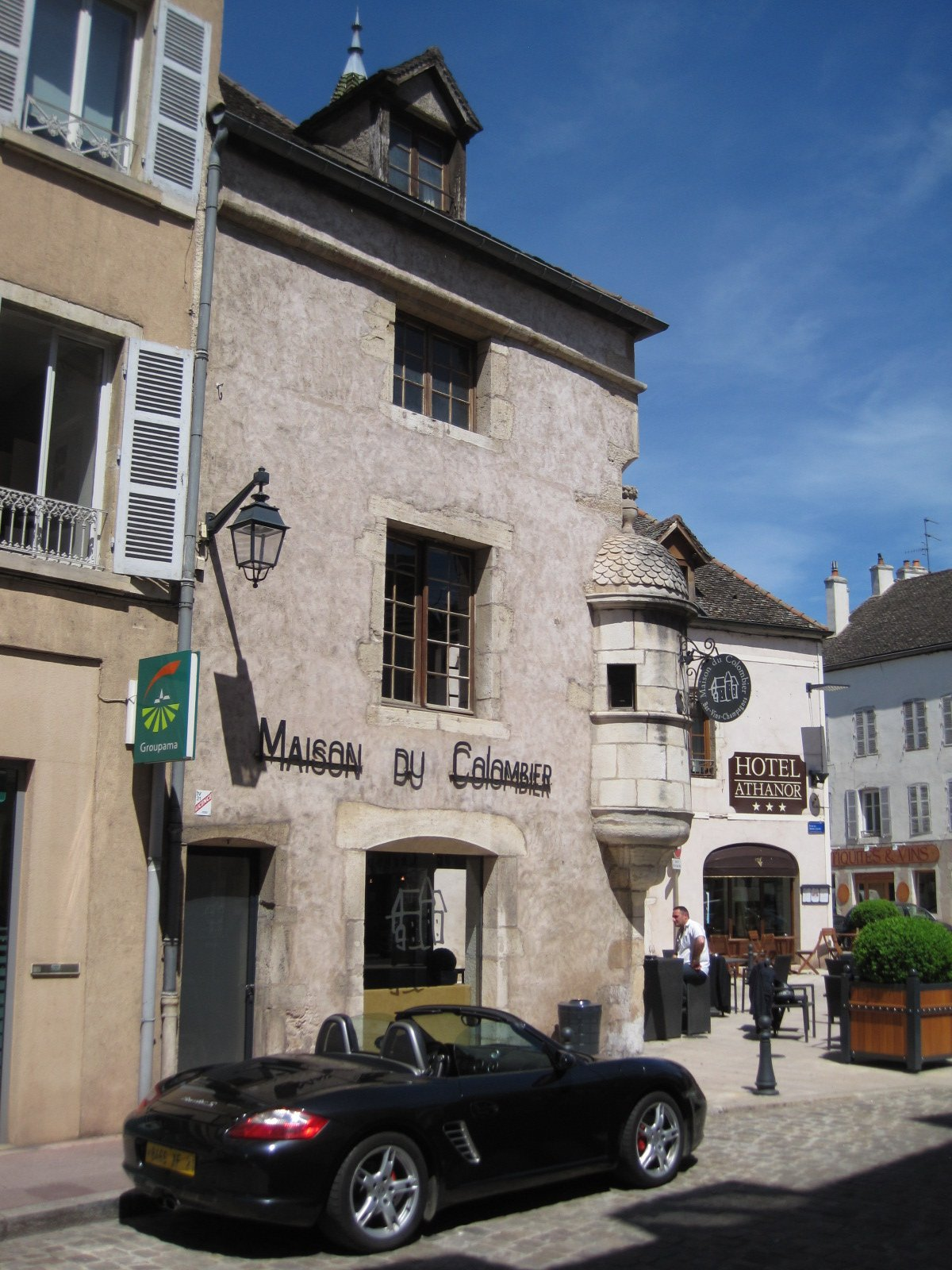
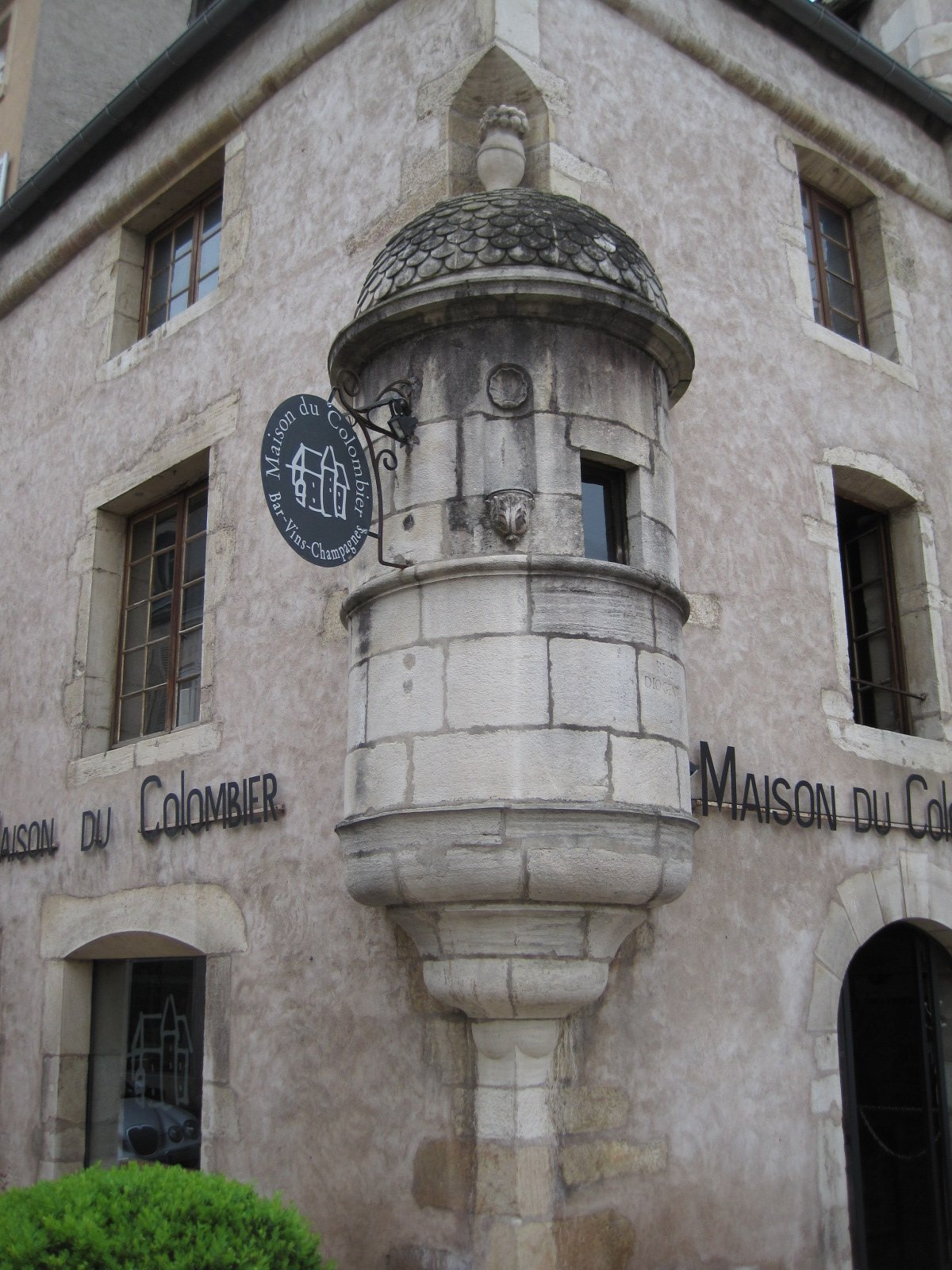

Il héberge à ce jour un hôtel-restaurant gastronomique-bar à vin, offrant de la cuisine bourguignonne et des produits du vignoble de Bourgogne.

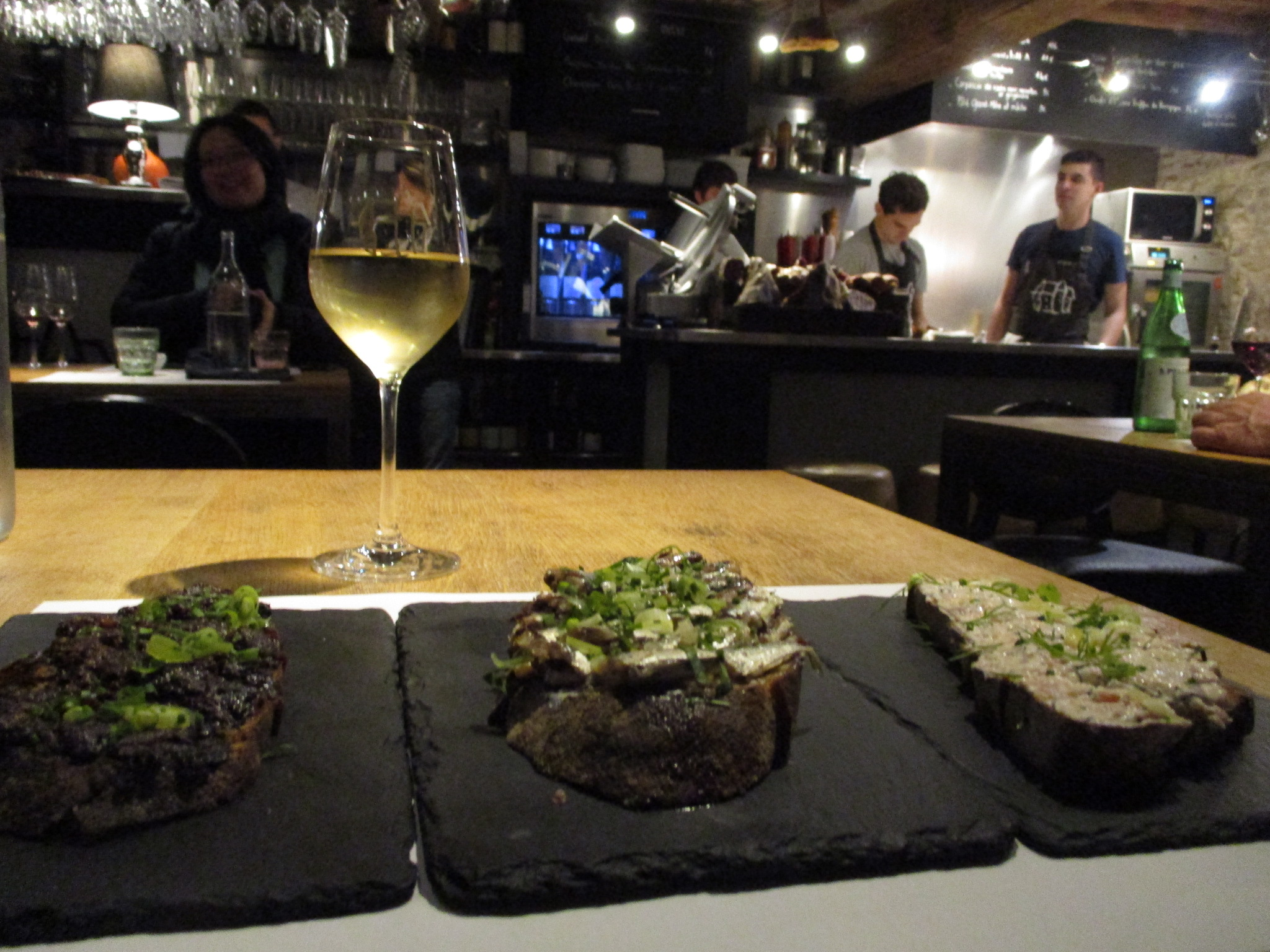
Bar à vin, tartines,
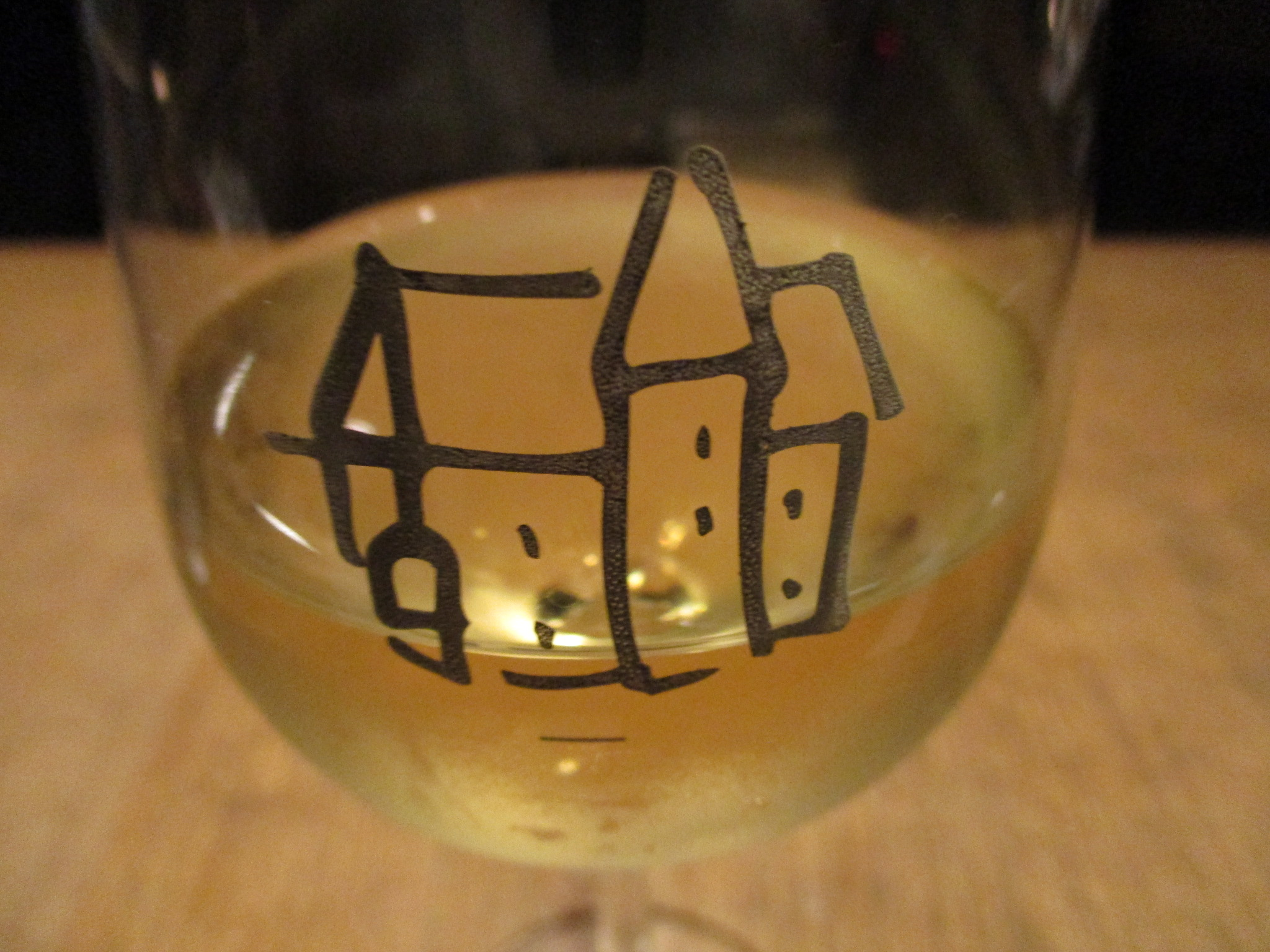
et vins de Bourgogne